# Horka (přírodní památka)
Horka je přírodní památka blízko Podolí u Brna v okrese Brno-venkov. Nově byla vyhlášena Nařízením Jihomoravského kraje č. 2/2019 ze dne 17. prosince 2018 s účinností od 1. března 2019. Důvodem ochrany jsou cenná teplomilná stepní společenstva na kulmských slepencích s výskytem řady významných druhů rostlin a živočichů.